# Liste der Baudenkmäler in Hausham

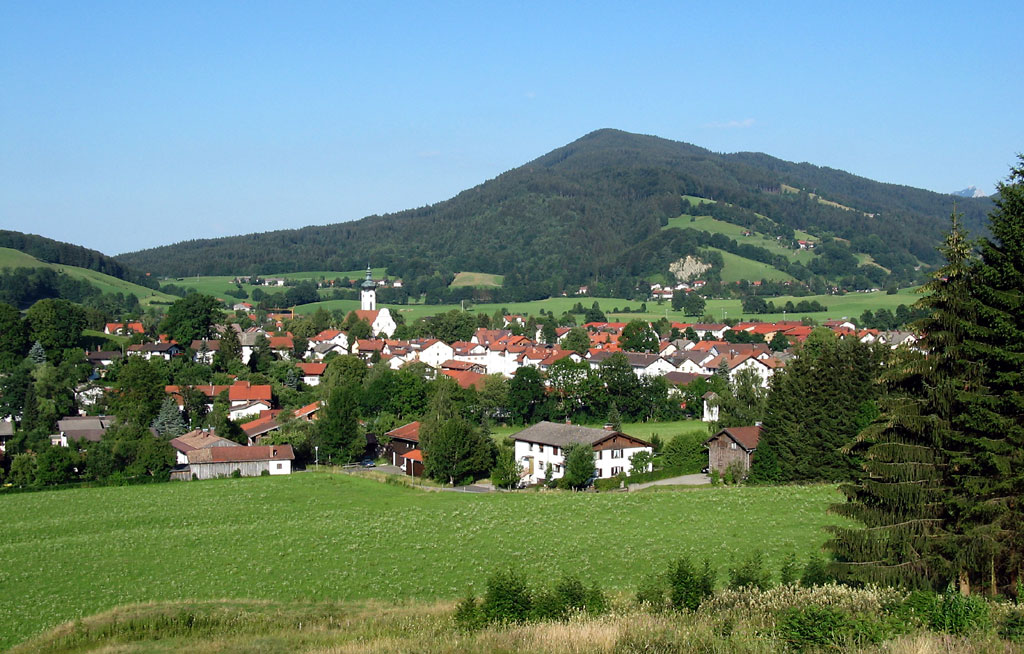
Blick auf Hausham

Auf dieser Seite sind die Baudenkmäler in der oberbayerischen Gemeinde Hausham zusammengestellt. Diese Tabelle ist eine Teilliste der Liste der Baudenkmäler in Bayern. Grundlage ist die Bayerische Denkmalliste, die auf Basis des Bayerischen Denkmalschutzgesetzes vom 1. Oktober 1973 erstmals erstellt wurde und seither durch das Bayerische Landesamt für Denkmalpflege geführt wird. Die folgenden Angaben ersetzen nicht die rechtsverbindliche Auskunft der Denkmalschutzbehörde.

## Baudenkmäler nach Ortsteilen

### Hausham
| Lage                                    | Objekt                                   | Beschreibung | Akten-Nr.     | Bild                                     |
| --------------------------------------- | ---------------------------------------- | --- | ------------- | ---------------------------------------- |
| Althausham 6 (Standort)                 | Einfirsthof, sogenannt Beim Wölflbauer   | Flachsatteldachbau mit Blockbau-Obergeschoss, umlaufender Balusterlaube und teilverschalter Giebellaube, bezeichnet mit dem Jahr 1788            | D-1-82-119-1  | BW                                       |
| Althausham 8 (Standort)                 | Weilerkapelle                            | Satteldachbau mit Putzgliederung und Dachreiter, 1870; mit Ausstattung.                                                                          | D-1-82-119-2  | Weilerkapelle                            |
| Industriestraße 11 (Standort)           | Förderturm des ehemaligen Kohlebergwerks | Strebebogenähnliche Stahlbetonkonstruktion mit Seilscheibe im offenen Turmkopf, nach Plänen von Fritz Schupp und Martin Kremmer erbaut 1934/1935 | D-1-82-119-43 | Förderturm des ehemaligen Kohlebergwerks |
| Naturfreundestraße 5 (Standort)         | Katholische Pfarrkirche St. Anton        | Neubarocker Saalbau mit eingezogenem Chor und Südturm, von Heinrich Hauberrisser, 1908/09; mit Ausstattung                                       | D-1-82-119-3  | weitere Bilder                           |
| Dr.-Franz-Langecker-Straße 8 (Standort) | Ehemaliges Postamt                       | Zweigeschossiger steiler Walmdachbau mit runderkerartigen Eckausbildungen und Freitreppe, 1924                                                   | D-1-82-119-4  | Ehemaliges Postamt                       |
| Nähe Schlierachstraße (Standort)        | Ehemalige Hofkapelle                     | Satteldachbau mit Zwiebeldachreiter, Ende 18. Jahrhundert; mit Ausstattung                                                                       | D-1-82-119-5  | weitere Bilder                           |

### Agatharied
| Lage                         | Objekt                                                   | Beschreibung | Akten-Nr.     | Bild                                   |
| ---------------------------- | -------------------------------------------------------- | --- | ------------- | -------------------------------------- |
| Fehnbachstraße 1 (Standort)  | Kleinbauernhaus, sogenannt Beim Mesner                   | Zweigeschossiger Flachsatteldachbau mit teilverschalter Giebellaube und traufseitigem Balkon, Anfang 19. Jahrhundert, im Kern älter                                                                                           | D-1-82-119-8  | Kleinbauernhaus, sogenannt Beim Mesner |
| Fehnbachstraße 4 (Standort)  | Bauernhaus                                               | zweigeschossiger Blockbau, wohl 18. Jh., verputzt und umgestaltet mit Flachsatteldach, verbrettertem Kniestock, umlaufender Laube und teilverschalter Giebellaube, um 1900, Wirtschaftsteil mit seitlicher Hochfahrt, um 1900 | D-1-82-119-44 | Bauernhaus                             |
| Fehnbachstraße 6 (Standort)  | Katholische Pfarrkirche St. Agatha                       | Spätgotischer Saalbau mit polygonalem Chor und Nordturm, 1505, um 1670 westlich erweitert und Chor barockisiert; mit Ausstattung                                                                                              | D-1-82-119-6  | weitere Bilder                         |
| Fehnbachstraße 8 (Standort)  | Wohnteil eines Bauernhauses, sogenannt Beim Riederbauern | Flachsatteldachbau mit Blockbau-Obergeschoss, umlaufender Laube und teilverschalter Giebellaube, 17. Jahrhundert | D-1-82-119-7  | weitere Bilder                         |
| Fehnbachstraße 12 (Standort) | Ehemaliges Zuhaus                                        | Altverbretterter Flachsatteldach-Blockbau mit teilweise massivem Erdgeschoss, Ende 18. Jahrhundert, nachträglich ausgemauert                                                                                                  | D-1-82-119-9  | Ehemaliges Zuhaus                      |

### Grub
| Lage               | Objekt                                                         | Beschreibung | Akten-Nr.     | Bild |
| ------------------ | -------------------------------------------------------------- | --- | ------------- | ---- |
| Grub 86 (Standort) | Einfirsthof, sogenannt Beim Veichtl in Untergrub               | Zweigeschossiger Flachsatteldach-Blockbau mit verbrettertem Kniestock, Laube und Giebelbalkon, 1703, Dachaufbau und Lauben um 1900 | D-1-82-119-21 | BW   |
| Grub 87 (Standort) | Wohnteil eines Einfirsthofes, sogenannt Beim Eberl in Obergrub | Zweigeschossiger Blockbau mit Flachsatteldach, zweiseitig umlaufender Laube und teilverschalter Giebellaube, 17. Jahrhundert       | D-1-82-119-22 | BW   |
| Grub 88 (Standort) | Ehemaliger Getreidekasten (Zum sogenannten Seppenhof gehörig)  | Von Schupfen überbauter Blockbau, über der Tür bezeichnet mit dem Jahr 1563, Überbauung als Schupfen im 19./20. Jahrhundert        | D-1-82-119-23 | BW   |
| Grub 89 (Standort) | Bauernhaus, sogenannt Beim Schuster in Graben                  | Flachsatteldachbau mit Blockbau-Obergeschoss, umlaufender Laube und teilverschalter Giebellaube, 1789                              | D-1-82-119-24 | BW   |

### Andere Ortsteile
| Lage                            | Objekt                                                                             | Beschreibung | Akten-Nr.     | Bild                                  |
| ------------------------------- | ---------------------------------------------------------------------------------- | --- | ------------- | ------------------------------------- |
| Au 96 (Standort)                | Bauernhaus                                                                         | Zweigeschossiger Flachsatteldachbau mit dreiseitig umlaufender Balusterlaube und teilverschalter Giebellaube, 1799 neu erbaut                                                                                       | D-1-82-119-10 | BW                                    |
| Au 97 (Standort)                | Bauernhaus, sogenannt Beim Hinterauer                                              | Zweigeschossiger biedermeierlicher Flachsatteldachbau mit giebelseitigen Balkons und Kniestock mit Lünettenöffnungen, bezeichnet mit 1843                                                                           | D-1-82-119-11 | BW                                    |
| Biberg 90 (Standort)            | Bauernhaus, sogenannter Biberghof                                                  | Flachsatteldachbau mit Blockbau-Obergeschoss, umlaufender Balusterlaube und teilverschalter Giebellaube, angeblich 1806 neu erbaut. Sterntür bezeichnet mit 1786                                                    | D-1-82-119-12 | BW                                    |
| Flur Unterbodenrain (Standort)  | Bildstock                                                                          | Tuffpfeiler mit Laterne, 1. Hälfte 17. Jahrhundert, am Weg von Unter- nach Oberbodenrain | D-1-82-119-14 | BW                                    |
| Unterbodenrain 11 (Standort)    | Bauernhaus                                                                         | Flachsatteldachbau mit Blockbau-Obergeschoss, dreiseitig umlaufender Laube und teilverschalter Giebellaube, 18. Jahrhundert                                                                                         | D-1-82-119-13 | BW                                    |
| Moos (Standort)                 | Hofkapelle, sogenannte Stiedlbauernkapelle                                         | Kleiner Satteldachbau, wohl Mitte 19. Jahrhundert; mit Ausstattung | D-1-82-119-15 | BW                                    |
| Eck 17 (Standort)               | Ehemaliges Bauernhaus, sogenannter Michlbauer in Hintereck                         | Zweigeschossiger Flachsatteldach-Blockbau mit umlaufender Balusterlaube und teilverschalter Giebellaube, bezeichnet mit 1751                                                                                        | D-1-82-119-16 | BW                                    |
| Eckart 26 (Standort)            | Ehemaliges Bauernhaus, sogenannt Obereckart                                        | Flachsatteldachbau mit teils verbrettertem Blockbau-Obergeschoss, zweiseitig umlaufender Laube und teilverschalter Giebellaube, bezeichnet mit 1660, Laubenbrüstungen und Dachaufbau 19./20. Jahrhundert            | D-1-82-119-18 | BW                                    |
| Freigut 116 (Standort)          | Einfirsthof, sogenannt Beim Freibauern                                             | Flachsatteldachbau mit Blockbau-Obergeschoss, zweiseitig umlaufender Laube und Giebelbalkon, 17. Jahrhundert | D-1-82-119-20 | BW                                    |
| Gschwendt 32 (Standort)         | Einfirsthof, sogenannt Beim Wagner                                                 | Flachsatteldachbau mit Blockbau-Obergeschoss, zweiseitig umlaufender Laube und teilverschalter Giebellaube, 17. Jahrhundert, Lauben und Dachaufbau modern                                                           | D-1-82-119-25 | weitere Bilder                        |
| Gschwendt 33 (Standort)         | Bauernhaus, sogenannt Beim Bichlbauer                                              | Flachsatteldachbau mit Blockbau-Obergeschoss, umlaufender Laube und teilverschalter Giebellaube, 18. Jahrhundert, Lauben und Dachaufbau modern                                                                      | D-1-82-119-26 | Bauernhaus, sogenannt Beim Bichlbauer |
| In Gschwendt (Standort)         | Kapelle St. Erasmus                                                                | Kleiner barocker Satteldachbau mit Dachreiter, 1749; mit Ausstattung | D-1-82-119-27 | weitere Bilder                        |
| Gunetsrain 113 (Standort)       | Ehemaliges Bauernhaus, sogenannt Obergunetsrain                                    | Flachsatteldachbau mit verputztem Blockbau-Obergeschoss, verbrettertem Kniestock, zweiseitig umlaufender Laube und teilverschalter Giebellaube, im Kern 16. Jahrhundert                                             | D-1-82-119-28 | BW                                    |
| Gunetsrain 114 (Standort)       | Wohnteil eines Bauernhauses und Gasthaus, sogenannt Untergunetsrain                | Zweigeschossiger Flachsatteldachbau mit verbrettertem Kniestock, traufseitiger Laube und Giebelbalkon, im Kern 16./17. Jahrhundert, Mitte 19. Jahrhundert und 1952 stark verändert, Balkon und Verbretterung modern | D-1-82-119-29 | weitere Bilder                        |
| Gunetsrain 113 (Standort)       | Kapelle, sogenannte Gunetsrainkapelle,                                             | Kleiner Satteldachbau mit Zwiebelhauben-Dachreiter und Vorbau, wohl 18. Jahrhundert; mit Ausstattung | D-1-82-119-30 | weitere Bilder                        |
| Hof 118 (Standort)              | Bauernhaus, sogenannt Beim Mair                                                    | Flachsatteldachbau mit Blockbau-Obergeschoss, umlaufender Laube und teilverschalter Giebellaube, wohl Anfang 18. Jahrhundert, Dachaufbau modern                                                                     | D-1-82-119-31 | BW                                    |
| Feriendorf Holz 4 (Standort)    | Einfirsthof, sogenannt Vorderholz                                                  | Flachsatteldachbau mit Blockbau-Obergeschoss, umlaufender Balusterlaube und teilverschalter Giebellaube, 1. Hälfte 18. Jahrhundert                                                                                  | D-1-82-119-32 | BW                                    |
| Laim 70 (Standort)              | Bauernhaus                                                                         | Flachsatteldachbau mit Blockbau-Obergeschoss, Laube und teilverschalter Giebellaube, 1797 | D-1-82-119-33 | BW                                    |
| Lehen 98; Lehen 98 a (Standort) | Kapellen-Bildstock                                                                 | Kleine vergitterte Nische mit Satteldach, 1930; mit Ausstattung | D-1-82-119-34 | Kapellen-Bildstock                    |
| Poschmühl 93 (Standort)         | Bauernhaus                                                                         | Biedermeierlicher zweigeschossiger Flachsatteldachbau mit giebelseitigen Balkons und Kniestock mit Lünettenfenstern, Wirtschaftsteil im oberen Bereich verbrettert, 1850                                            | D-1-82-119-35 | Bauernhaus                            |
| Rettenbeck 26 (Standort)        | Bauernhaus, sogenannt Beim Hatzl                                                   | Flachsatteldachbau mit Blockbau-Obergeschoss, umlaufender Laube und teilverschalter Giebellaube, 1. Hälfte 18. Jahrhundert, Dachaufbau 1950                                                                         | D-1-82-119-37 | BW                                    |
| In Rettenbeck (Standort)        | Hofkapelle St. Sixtus und St. Laurentius, sogenannte Rettenbeckkapelle             | Kleiner Satteldachbau mit Dachreiter, 2. Hälfte 19. Jahrhundert, im Kern wohl älter; mit Ausstattung | D-1-82-119-38 | BW                                    |
| Sonnenstatt 115 (Standort)      | Ehemaliges Bauernhaus                                                              | Zweigeschossiger verputzter Blockbau mit Flachsatteldach und giebelseitigem Balkon, im Kern frühes 17. Jahrhundert                                                                                                  | D-1-82-119-39 | BW                                    |
| Starz 108 (Standort)            | Ehemaliges Bauernhaus, sogenannt Beim Oberstarz                                    | Zweigeschossiger Flachsatteldachbau mit Laube und teilverschalter Giebellaube, 1814 | D-1-82-119-40 | BW                                    |
| Rathausstraße 33 (Standort)     | Wohnteil eines ehemaligen Bauernhauses, sogenannt „Obertiefenbach“ oder „Zum Gori“ | Flachsatteldachbau mit Blockbau-Obergeschoss, umlaufender Laube und teilverschalter Giebellaube, bezeichnet mit 1685                                                                                                | D-1-82-119-41 | BW                                    |
| Tiefenbach 76 (Standort)        | Ehemaliges Bauernhaus, sogenannt „Untertiefenbach“ oder „Zum Rasl“                 | Flachsatteldachbau mit Blockbau-Obergeschoss, umlaufender Laube und teilverschalter Giebellaube, 1. Drittel 18. Jahrhundert                                                                                         | D-1-82-119-42 | BW                                    |

## Ehemalige Baudenkmäler
In diesem Abschnitt sind Objekte aufgeführt, die früher einmal in der Denkmalliste eingetragen waren, jetzt aber nicht mehr. Objekte, die in anderem Zusammenhang also z. B. als Teil eines Baudenkmals weiter eingetragen sind, sollen hier nicht aufgeführt werden. Aktennummern in diesem Abschnitt sind ehemalige, jetzt nicht mehr gültige Aktennummern.

| Lage                     | Objekt                           | Beschreibung | Akten-Nr.                 | Bild |
| ------------------------ | -------------------------------- | --- | ------------------------- | ---- |
| Ed 19 (Standort)         | Bauernhaus, sogenannt Beim Grimm | Wohnteil mit Blockbau-Obergeschoss, Laube und Giebellaube, bezeichnet mit dem Jahr 1679 (In der Liste vom 18. Juni 2013 nicht mehr aufgeführt.) | D-1-82-119-19 ?? Wikidata | BW   |
| Poschmühl 102 (Standort) | Bauernhaus, sogenannt Beim Beham | Zweigeschossiger Blockbau, wohl erste Hälfte 18. Jahrhundert (In der Liste vom 18. Juni 2013 nicht mehr aufgeführt.)                            |                           | BW   |